# Politikåret 2019

## Händelser
- 1 januari – Jair Bolsonaro tillträder sin fyraåriga post som Brasiliens president.
- 21 januari – Sveriges statsminister Stefan Löfven tillträder som en minoritetsregering bestående av Socialdemokraterna och Miljöpartiet med stöd från Liberalerna och Centerpartiet[1]
- 24 juli – Boris Johnson blir Storbritanniens premiärminister.
- 10 september – Margot Wallström avgår på egen begäran från posten som Sveriges utrikesminister.
- 23 september – Förenta nationernas klimattoppmöte 2019 i New York
- 29 september – Annika Strandhäll avgår från posten som Sveriges socialförsäkringsminister.
- 29 november – Iraks premiärminister Adil Abdul-Mahdi meddelar sin avgång.
- 2–13 december – Förenta nationernas klimatkonferens 2019 i Madrid.
- 3 december – Antti Rinne lämnar in sin avskedsansökan från posten som Finlands statsminister.

## Val och folkomröstningar
- 31 mars och 21 april – Presidentval i Ukraina.
- 23 maj–26 maj – Val till Europaparlamentet 2019.
- 20 oktober – val till Nationalrådet och Ständerrådet i Schweiz.
- 12 december – Planerat nyval till Storbritanniens parlament.